# Эрдэнэбулган
Эрдэнэбулган (монг. Эрдэнэбулган) — сомон в аймаке Хувсгел. Расположен в восточной части аймака. Граничит с Россией (на северо-востоке), аймаком Булган (на юго-востоке) и сомонами: Цагаан-Уурэ (на севере), Чандмань-Ундер (на северо-западе), Тунэл (на западе), Их-Уул и Тариалан (на юге).
Площадь составляет 4960 км². Население по данным на 2000 год — 2739 человек; средняя плотность населения — 0,55 чел/км². Административный центр — Эг-Уур.
По данным на 2004 год в сомоне было примерно 15 000 коз, 16 000 овец, 11 00 коров и яков, 5300 лошадей и 5 верблюдов.